# 뮤직스트리트 (MBC)
뮤직스트리트(영어: Music Street, 약칭 뮤스[*])는 MBC FM4U에서 매일 새벽 3시마다 방송되던 라디오 프로그램이다. 2005년 4월 25일 새벽 2시부터 5시 이전까지 2시간 55분 분량의 대형프로그램으로 방송을 시작하였으며, 1시간씩 각기 다른 진행자가 진행하였다. 특히 당시 이 프로그램의 담당 PD이기도 한 한재희 PD도 2부를 직접 진행하였다. 진행자가 3명에 이르기 때문에 정기 개편때마다 개편이 잦았고, 원래 뮤직스트리트에 소속되어 있었던 이주연의 영화음악과 뮤직스트리트 3부가 별도의 프로그램으로 각각 독립하면서 방송시간을 새벽 3시에서 4시까지 1시간으로 대폭 단축하게 되었다. 이후 2009년 봄 개편에는 다시 과거 3부 시간대에 방송되었던 라디오 데이즈를 통합하여 새벽 3시부터 4시 55분까지 방송하는 체제로 굳어지게 되었다. 그러나 2011년 봄 개편이 됨으로써 새벽 4시 55분 방송종료와 함께 5월 9일을 마지막으로 6년 만에 폐지되었다.
※2008년 12월 29일부터 2009년 3월 3일까지 진행자인 문지애 아나운서가 MBC의 파업에 전면 동참하면서 프로그램이 일시 중단되고 대신 다음 프로그램으로 방송되는 하동균 진행의 라디오 데이즈가 임시로 방송시간을 1시간 앞당겨 확장된 적이 있었다.

## 진행자와 방송시간대
진행자가 최대 3명에 이르렀기 때문에 방송사의 정기 개편마다 진행자가 교체되는 개편이 잦은 편이다. 첫 방송된 2005년부터 2008년 봄 개편 직전까지는 1부가 새벽 2시부터 3시까지, 2부가 새벽 3시부터 4시까지, 3부는 새벽 4시부터 4시 55분까지 방송되었으며, 2008년 봄 개편 이후로는 과거 2부 시간대인 새벽 3시부터 방송을 시작하였다. 2009년 봄 개편 이후로는 하동균이 진행했던 라디오 데이즈가 폐지돼 1시간이 확장되면서 새벽 3시부터 새벽 4시 55분까지 방송했다.
- 2005년 4월 25일 ~ 10월 23일
  - 1부 : 이자람 (가수, 아마도 이자람 밴드)
  - 2부 : 한재희 (프로듀서)
  - 3부 : 박소현 (아나운서)
- 2005년 10월 24일 ~ 2006년 4월 24일
  - 1부 : 이자람 (가수, 아마도 이자람 밴드)
  - 2부 : 한재희 (프로듀서)
  - 3부 : 나경은 (아나운서)[5]
- 2006년 4월 25일 ~ 10월 30일
  - 1부 : 호란 (가수, 클래지콰이)[6]
  - 2부 : 호란
  - 3부 : 황우창 (방송인)
- 2006년 10월 31일 ~ 2007년 4월 23일
  - 1부 - 이주연의 영화음악 : 이주연 (아나운서)[7][8]
  - 2부 : 호란 (가수, 클래지콰이)
  - 3부 : 황우창 (방송인)
- 2007년 4월 24일 ~ 2008년 4월 7일
  - 1부 - 이주연의 영화음악 : 이주연 (아나운서)
  - 2부 : 문지애 (아나운서)[9]
  - 3부 : 황우창 (방송인)
- 2008년 4월 8일 ~ 2009년 4월 13일 : 문지애 (아나운서)
  - 1부의 '이주연의 영화음악'은 별도의 프로그램으로 독립
  - 3부는 하동균이 진행하는 라디오 데이즈로 변경되어 폐지
  - 2008년 12월 29일부터 2009년 3월 3일까지는 진행자인 문지애의 파업 동참으로 프로그램이 일시 중단
- 2009년 4월 14일 ~ 2011년 5월 9일 : 전종환 (前 아나운서)[10]

## 코너
요일 코너
월: 별별차트
화: 음악 정거장
수: 리콜우체통
목: 가요 오락실 (With 정지찬)
금: FREE STORE
토: 하소연동사무소 (with 허일후, 김나진 아나운서)
일: 뮤직베이커리 (with 이대화)
매일 코너
- 길을 묻다
- 뮤스 일기